# 御影站 (阪神)

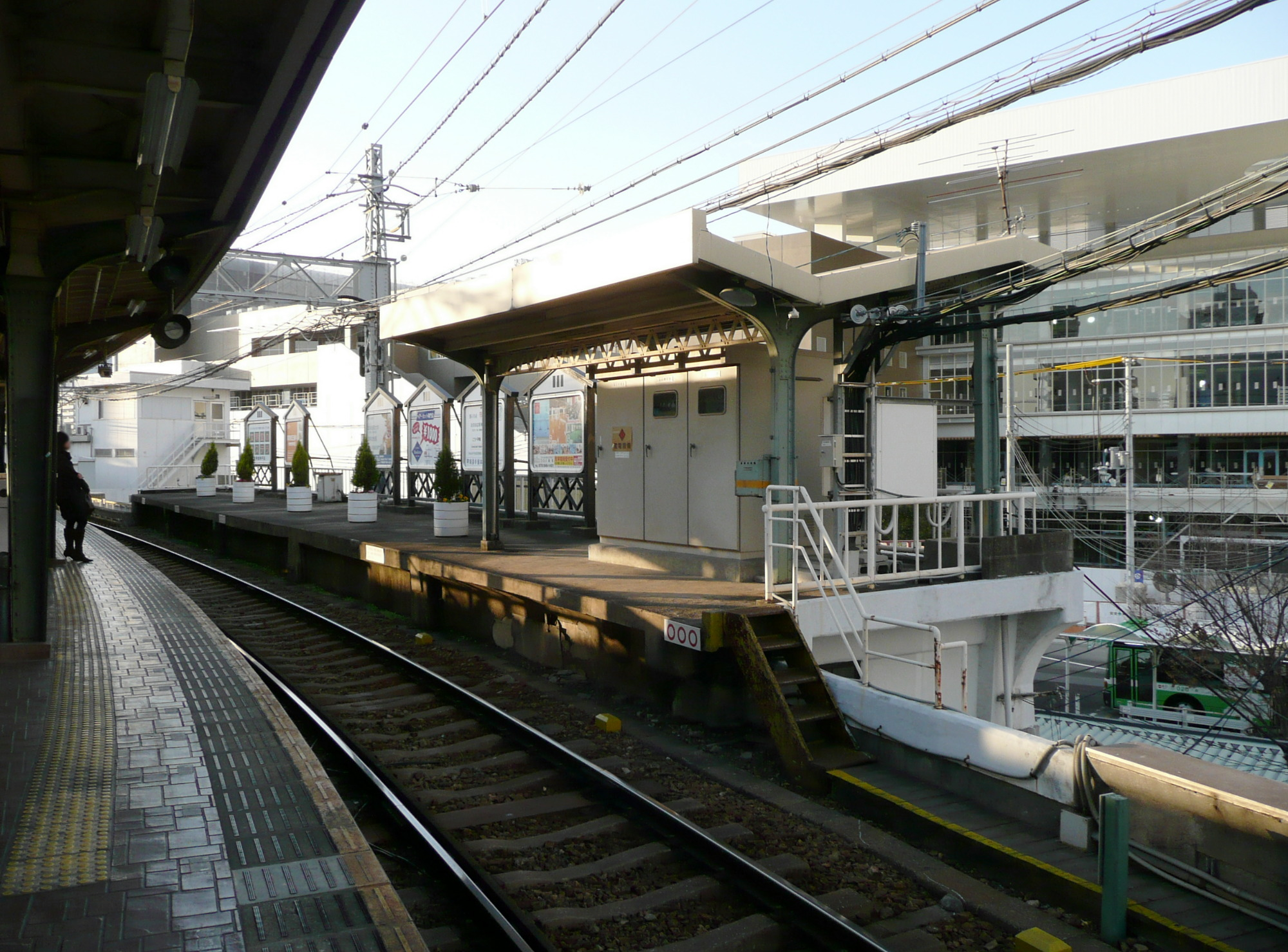
舊貨物專用月台

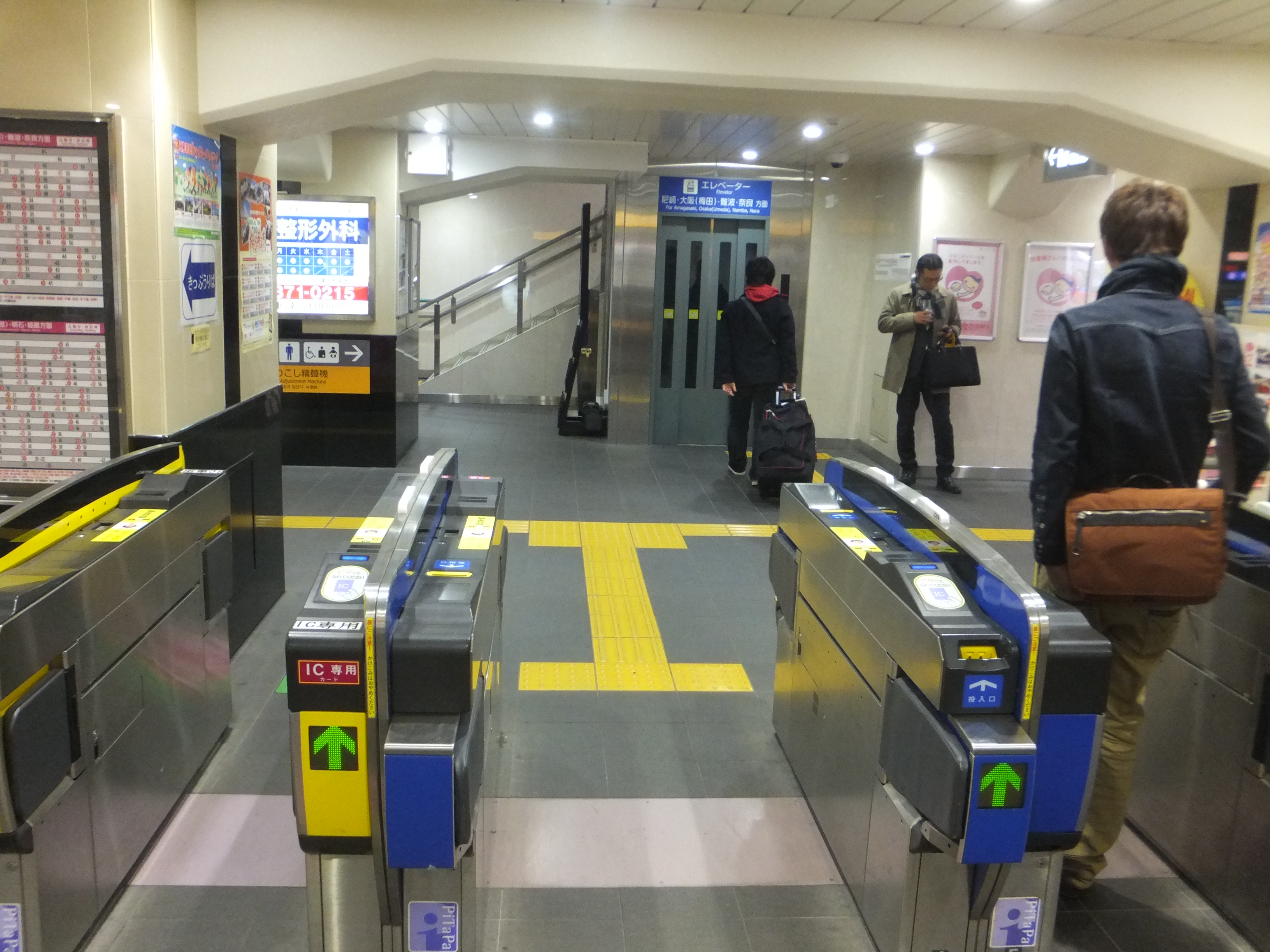
北出口的閘口

御影站（日语：／ Mikage eki */?）是位於兵庫縣神戶市東灘區御影本町，屬於阪神電氣鐵道本線的車站。車站編號為「HS25」。

## 概要
除了快速急行外，所有列車停站。東海道本線（JR神戶線）住吉站（快速停車站）較近此站，因此較多乘客使用。
此站距離阪急電鐵神戶本線御影站以北約1.2公里，步行15分鐘。
此站設有神戶市交通局（神戶市巴士）巴士路線連接六甲纜索線六甲纜索下站方向。而六甲纜索是由阪神子公司六甲摩耶鐵道營運，在六甲山上的休閒設施是由阪急阪神東寶集團營運。因此列車快到達車站前會進行廣播，提醒乘客可於此站轉乘巴士前往六甲山（方向）。
在此站高架橋下設有一口井，名為澤之井，而且還會噴水。曾經井水是可飲用，自發生阪神大地震後，由於水質等問題不可飲用，在井旁設有由神戶市保健所豎立的「此井口的水質未能達到標準」牌。
在2009年（平成21年）3月20日，阪神難波線開業，開始設有直通班次至近畿日本鐵道（近鐵）奈良線，但是直通列車快速急行在難波線開業後一直至今都通過此站。並停於較少人次使用的魚崎站，不停此站是由於此站月台位於急彎上（後述），使用21m級的近鐵車両停站時，列車與月台之間的空隙較大，使乘客上下車時比較危險，而月台自身長度有限，並較難進行延伸。因此，在使用快速急行中，包括近鐵車輛之內的列車需要慢速通過此站。
車站南邊（前270個車位的停泊單車場）建設了「情人節廣場」。在該處附近設有西式糖果店Morozoff。在1936年2月12日，由於在東京發行的英字新聞中刊登了廣告「在情人節送朱古力」，因此此處便有了一個傳說是日本情人節的發源地。在1986年，神戶市與意大利中部城市特爾尼（聖瓦倫丁的出身地）開始進行交流，神戶市獲得許可，使用情人節的名字命名。在2013年5月3日，特爾尼的市長利奧波多·迪吉羅拉莫前往該處，參與盛大的紀念典禮。
廣場中間地面顯示了特爾尼的地理位置，周邊是以花崗岩砌成的樓梯級。廣場邊設有以教堂輪廓製成的柱，柱上印有聖瓦倫蒂諾大教堂與彩色玻璃照片。在阪神御影南出口巴士站中設有朱古力色的候車亭與心形站牌。

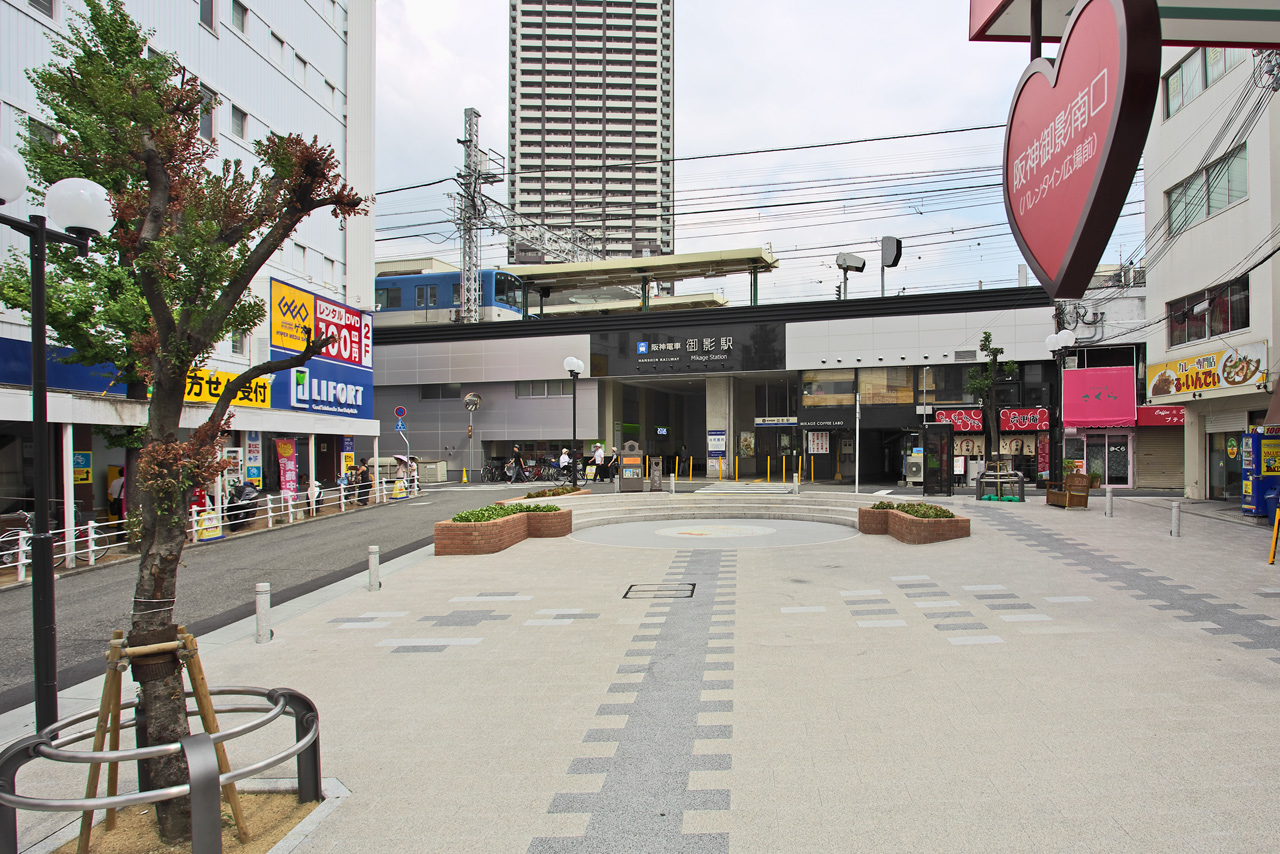
站前的「情人節廣場」
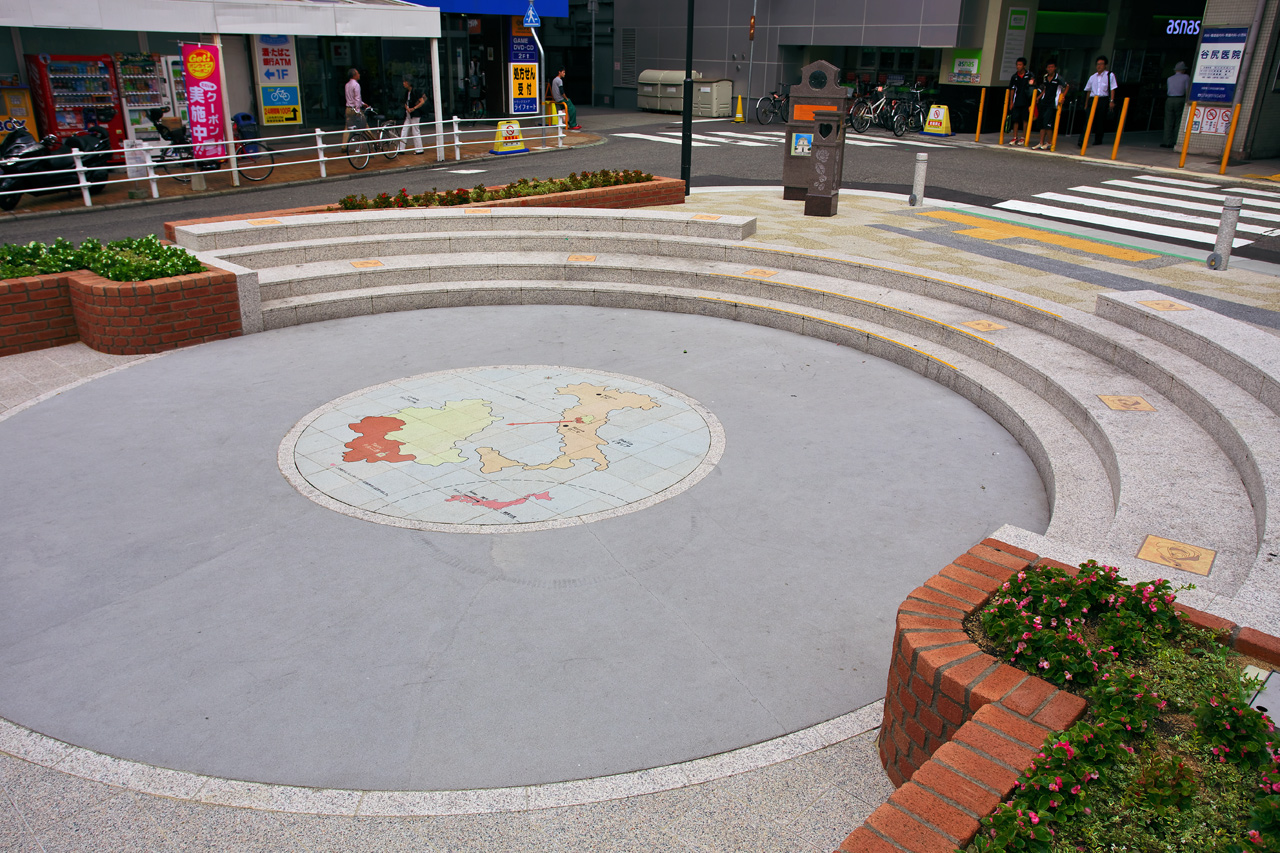
廣場中央印有特爾尼的位置。
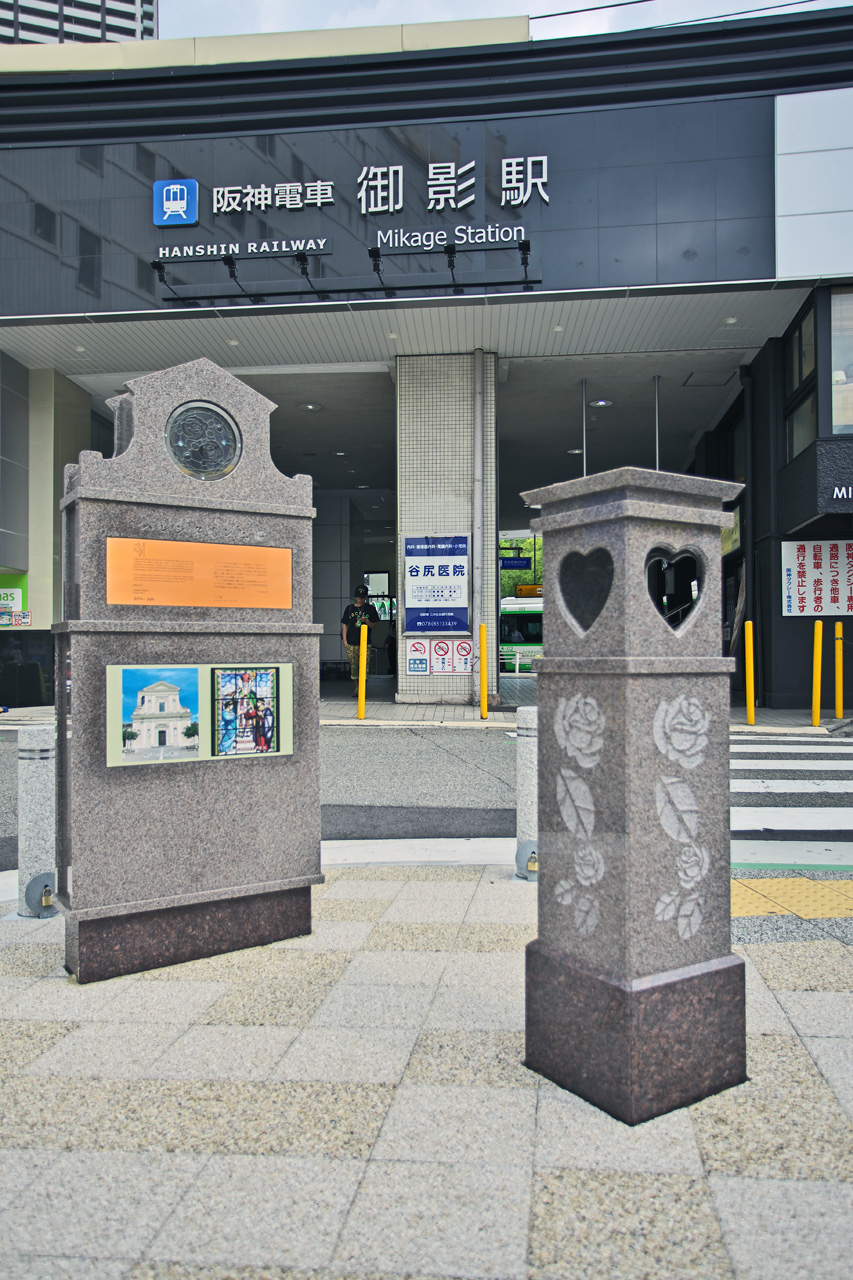
廣場中2座紀念碑。
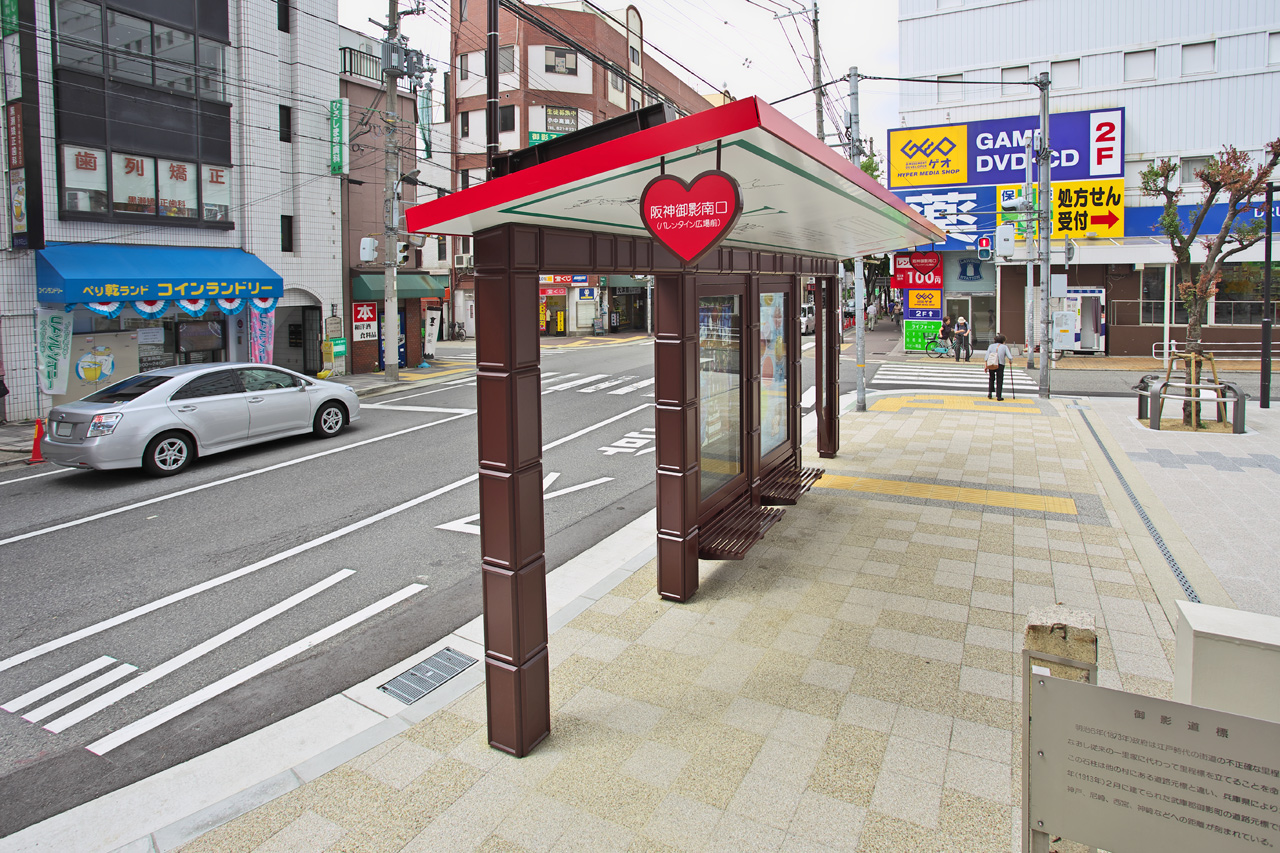
阪神御影南出口巴士站

## 歷史

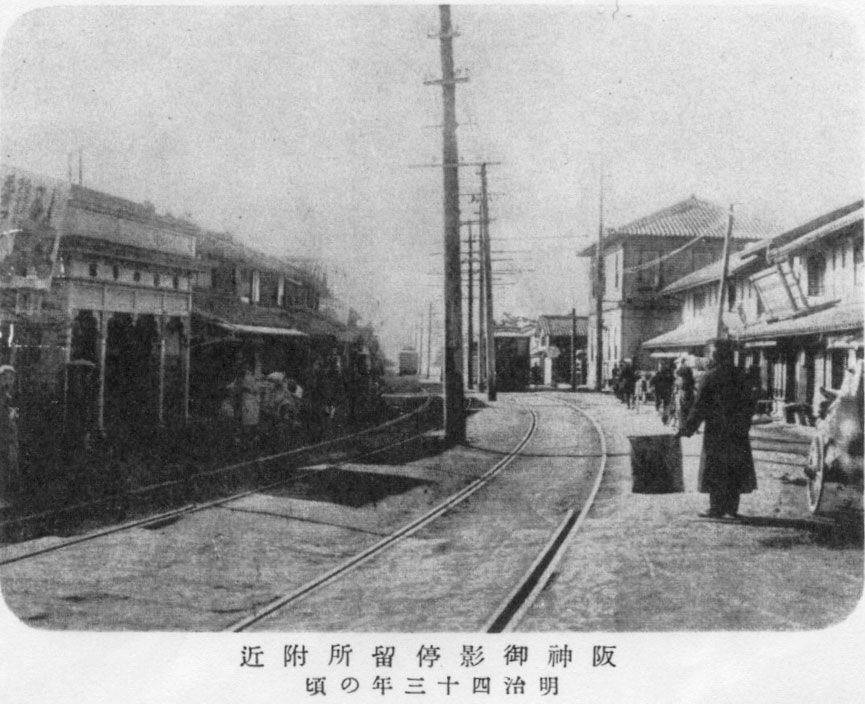
1910年的御影站

- 1905年（明治38年）4月12日 - 阪神本線開業，此站啟用[1]。
- 1929年（昭和4年）7月27日 - 路線由共用軌道（日语：併用軌道）遷移並高架化[1]。
- 1995年（平成7年）
  - 1月17日：發生阪神大地震，阪神本線停運，此站暫停營業[1]。
  - 2月11日 - 青木站至此站駅之間重開[4]。
  - 6月26日 - 此站至西灘站之間重開[1]。同時阪神本線全線重開[4]。
- 2009年（平成21年）3月20日 - 實施時間表修正（日语：ダイヤ改正），所有急行班次不會駛往西宮站以西路段。因此此站再沒有急行班次停站。
- 2014年（平成26年）4月1日 - 引入車站編號[5][6]。
- 2016年（平成28年）3月19日 - 在深夜時段，再次設有1本急行列車前往御影，而區間特急的起點站改在青木站出發。因此，設有急行班次停站。

## 車站構造
車站是一座高架車站，設有2面4線的島式月台，可進行列車待避。閘口位於地面1處，第2層是車站月台。地面、閘口與月台各層之間設有升降機連接，也設有傷殘人士廁所。此站在2011年無障礙化（後述）。
月台是建設一個急彎（半俓為140至160米）上，列車通過此站時的限速為35km/h。快速急行與不截客列車等通過此站時會以低速運行，並產生因急彎而發出的摩擦聲。在停站列車中，部分車廂與月台之間的空隙比較大，在阪神車站中為其中一位較危險的車站。由於月台較狹窄，因此沒有空調候車室。在近鐵車輛在此線上開始試運後，由於發現部分近鐵車輛在通過此站時阻礙通行，於2008年（平成20年）10月至12月之間，進行了月台削減工程。在工程完成後比以往的月台更狹窄。另外，在月台北邊設有短月台，該處曾經作貨物起卸之用，現時已經不再使用。
原本1、4號月台為待避線，2、3號月台為本線。在現時時間表中，優等列車會使用1、3號月台，在待避優等列車的普通列車會使用2、4號月台。變更的理由是由於山陽電鉄5000系、5030系車輛下邊底盤較阪神車輛寬，因此通過此站時需選擇較大半俓的彎位。另外，2號月台近大阪梅田一方的1卡車輛部分設有固定柵欄，因此急行用車輛或6卡編成的山陽車輛不可使用2號月台。
此外，在此站西邊設有御影留置線，並向鄰站石屋川站伸延。該留置線是計劃興建新阪神鐵路線（第二阪神線），並在該區間成為四線鐵路。在發生阪神大地震後，由於路堤倒塌，使停泊在留置線的車輛受損。該御影留置線在1963年起已經設置。
在2010年度，車站內開展了無障礙化改善工程。當中工程包括月台提高高度、在月台邊加設梳狀橡膠、加設傷殘人士廁所、加設升降機和電梯（只限閘口與地面部分）。在在閘口層與此站北邊的商業設施御影Classe新設行人天橋。工程費用約3億日圓，國家和自治體補貼3分之2費用。

### 月台
| 月台 | 路線 | 上下行 | 方向                               |
| ---- | ---- | ------ | ---------------------------------- |
| 1、2 | 本線 | 上行   | 尼崎、大阪（梅田）、難波、奈良方向 |
| 3、4 | 本線 | 下行   | 神戶（三宮）、明石、姬路方向       |

- 1和2號月台可向神戶三宮方向出發

| ← 本線 : 大阪梅田方向 | 御影站配線圖 | → 本線 : 神戶三宮、元町方向 |
| 图例 参考文献：       |              |                             |

## 使用狀況
以下為近年11月的1日平均上下車人次列表：
| 年度   | 1日平均 上下車人員 | 參考資料 |
| ------ | ------------------ | -------- |
| 2001年 | 22,942             | [ 10 ]   |
| 2002年 | 22,557             | [ 11 ]   |
| 2003年 | 21,944             | [ 12 ]   |
| 2004年 | 20,647             | [ 13 ]   |
| 2005年 | 20,667             | [ 14 ]   |
| 2006年 | 20,427             | [ 15 ]   |
| 2007年 | 19,762             | [ 16 ]   |
| 2008年 | 22,014             | [ 17 ]   |
| 2009年 | 22,441             | [ 18 ]   |
| 2010年 | 23,046             | [ 19 ]   |
| 2011年 | 24,082             | [ 20 ]   |
| 2018年 | 26,794             | [ 21 ]   |

在1990年代，使用人數有所減少，於2007年度，人次更低於2萬人，在翌年開始再次增加使用人次，超越2萬人。

## 車站周邊

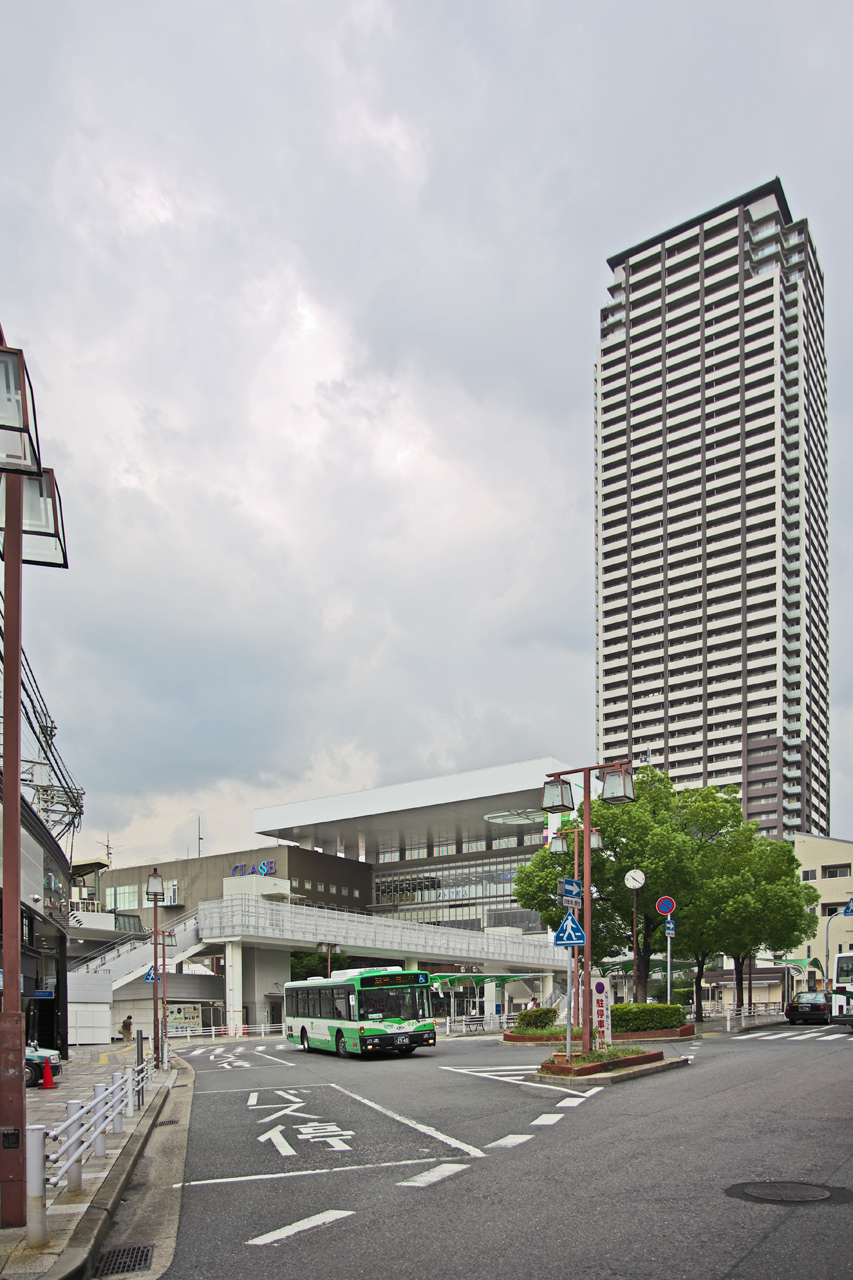
北出口的巴士總站

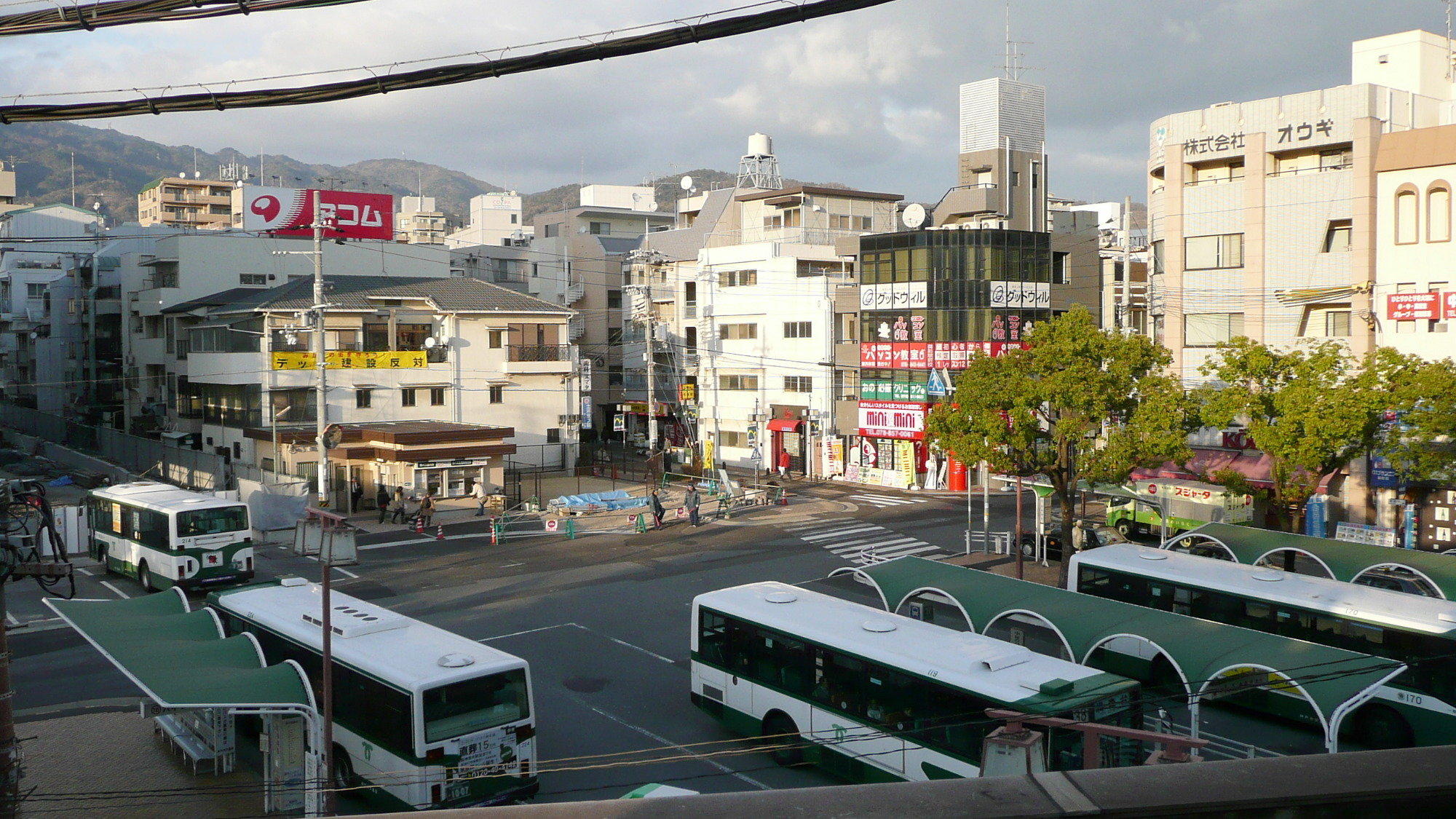
北出口站前廣場

此站附近距離日本有名的高級住宅區御影山手有一段距離。此站近海一方為釀酒地區灘五鄉。在車站東邊高架橋下設有有名的「大西商店」，在西邊設有昭和初期建設的划痕磚牆與「御影市場」，還有部分店鋪繼續營業。在西邊高架橋下為御影市場「旨水館」，當中設有麵包老店「Masuya」和平民化商店。相比於近山一方設有高級麵包店。在下町的市場設有著名的麵包店，為神戶的其中一個特色。在2008年（平成20年）3月20日，大型商業設施御影Classe開幕，該處原本為神戶市立御影工業高等學校。在2010年（平成22年）3月，樓高47層的御影塔住宅竣工。
- 的士站（高架橋下　阪神的士（日语：阪神タクシー）專用）
- 的士站（巴士總站東邊）
- asnas（日语：アズナス）阪神御影店（高架橋下　為前售票處）
- 國道2號 (北方300米)
- 弓弦羽神社（日语：弓弦羽神社）[1]
- 東灘警署（日语：東灘警察署） (北方320米)
- 澤之井派出所 (40米)
- 神戶市立御影公會堂（日语：神戸市立御影公会堂） (西北方590米)
- 阪神御影駅前郵局 (北方150米)
- 御影濱中郵局（西南方500米）
- 神戶御影中町郵局（西北方700米）
- 兵庫縣立御影高等學校（日语：兵庫県立御影高等学校） (西北方510米)
- 神戶市立御影中學（日语：神戸市立御影中学校） (西方230米)
- 神戶市立御影小學（日语：神戸市立御影小学校） (西方380米)
- 御影市場・旨水館（110米）
- 御影Classe（日语：御影クラッセ）[1] (90米)
  - 阪急OASIS（日语：阪急オアシス）御影店
  - 阪神百貨店（阪神、御影）
  - Metro書店
  - Drag Segami（日语：ドラッグセガミ）
  - Docomo商店
  - au商店
  - 軟銀商店（日语：ソフトバンクショップ）
- 御影塔住宅（180米）
- 大西商店
- 兵庫縣預防醫學協會
- 田中屋本店 (100米)
- Koln本店[22]
- 前Morozoff（日语：モロゾフ）總店（現時為研修中心）
- Konigs-Krone（日语：ケーニヒスクローネ）總店（西北方800米）
- EDION（日语：エディオン）御影店 (南方310米)
- Daily Qanato Izumiya（日语：イズミヤ）御影店 (330m南)
- 宜得利神戶御影店 (南方410米)
- 三井住友銀行御影分店 (40米)

## 巴士路線
神戶市巴士
- 車站北邊
  - 16（日语：神戸市バス魚崎営業所#16系統）　經JR六甲道、阪急六甲、神大國際文化學部前，前往六甲纜索下
  - 19（日语：神戸市バス魚崎営業所#19系統）　經阪急御影，前往甲南醫院前、鴨子原（日语：鴨子ケ原）、神大附屬（日语：神戸大学附属中等教育学校）前方向
  - 36（日语：神戸市バス魚崎営業所#36系統）　經JR六甲道、阪急六甲、神大正門前，前往鶴甲團地（日语：鶴甲）
  - 38（日语：神戸市バス魚崎営業所#38系統）　經東灘區公所前、白鶴美術館前，前往渦森台（日语：渦森台）
  - 39（日语：神戸市バス魚崎営業所#39系統）　經JR住吉站前、阪急御影，前往甲南醫院前、鴨子原、神大附屬小學前方向
- 車站南邊
  - 33（日语：神戸市バス魚崎営業所#33系統）　經東灘區公所前、岡本，前往JR甲南山手
  - 35（日语：神戸市バス魚崎営業所#35系統）　經東灘區公所前，前往魚崎車廠前（日语：神戸市バス魚崎営業所）、魚崎濱町（日语：魚崎浜町）
  - 39　經JR住吉站前、阪急御影，前往甲南醫院前、鴨子原、神大附屬小學前方向
  - 45　經御影本町7丁目、魚崎西町2丁目，前往魚崎車廠前

神戶渡輪巴士
- 車站西邊　LAWSON商店100（日语：ローソンストア100）前
  - 前往六甲人工島渡輪碼頭（日语：六甲アイランドフェリーターミナル）（向日葵渡輪（日语：フェリーさんふらわあ）、阪九渡輪（日语：阪九フェリー））

港觀光巴士
- 車站西邊　北行　前Morozoff總部附近
  - 前往阪急御影站、阪急岡本站、夙川綠鎮（日语：夙川グリーンタウン）（西宮市 阪急夙川站西邊）
- 車站西邊　南行　EDION北邊豐田租車前附近
  - 前往六甲人工島　神戶國際大學前

阪神巴士
- 車站北邊300米　國道2號上　阪神御影站北巴士站
  - 西宮神戶線（日语：阪神バス#西宮神戸線）（西行） 前往神戶税關前（經三宮站前（日语：三宮駅バスのりば））／（東行）前往阪神西宮（經JR蘆屋站前）

## 相鄰車站
阪神電氣鐵道
 本線
■■直通特急、■特急
魚崎（HS 23）－御影（HS 25）－神戶三宮（HS 32）
■區間特急（從此站出發，只往大阪梅田方向運行）、■急行（從大阪梅田方向前往此站，並以此站為終點站）
魚崎（HS 23）－御影（HS 25）
■快速急行
通過
■普通
住吉（HS 24）－御影（HS 25）－石屋川（HS 26）

## 注腳
1. 1 2 3 4 5 6 7 8 9 10 11 12 13 14 15  . 神戶新聞綜合出版中心. 2012-12-10: 34. ISBN 9784343006745.
2. ↑  月台全長118米，阪神或山陽車輛的6卡編成列車全長約115米，僅僅能夠容納上述列車。而近鐵車輛的6卡編成列車全長約126米，沒有足夠空間停在此站。
3. ↑  阪神なんば線、近鉄車両長くて…　御影駅通過 - 神戶新聞
4. 1 2  . 神戶新聞綜合出版中心. 2010-01-17: 125–126. ISBN 978-4-343-00537-3.
5. ↑   (PDFlink) (新闻稿). 阪神電氣鐵道株式會社. 2013-04-30  [2016-04-08]. （原始内容存档 (PDF)于2019-06-17）.
6. ↑  . 讀賣新聞（大阪晨報） (讀賣新聞大阪本社). 2014-03-20: p.32.
7. ↑  阪神電車 御影駅のエレベーター設置工事が完了 3月31日(木)から供用を開始しますPDF（阪神電氣鐵道 2011年3月30日）
8. ↑  JR摂津本山駅、阪神御影駅バリアフリー化！前神戸市議・林 英夫
9. ↑  . 圖説 日本之鐵道. 川島令三編著. 講談社. 2009. ISBN 978-4-06-270017-7.27頁
10. ↑  「ハンドブック阪神 2002」阪神電氣鐵道株式會社，2002年
11. ↑  「ハンドブック阪神 2003」阪神電氣鐵道株式會社，2003年
12. ↑  「ハンドブック阪神 2004」阪神電氣鐵道株式會社，2004年
13. ↑  「ハンドブック阪神 2005」阪神電氣鐵道株式會社，2005年
14. ↑  「ハンドブック阪神 2006」阪神電氣鐵道株式會社，2006年
15. ↑  「ハンドブック阪神 2007」阪神電氣鐵道株式會社，2007年
16. ↑  「ハンドブック阪神 2008」阪神電氣鐵道株式會社，2008年
17. ↑  「ハンドブック阪神 2009」阪神電氣鐵道株式會社，2009年
18. ↑  「ハンドブック阪神 2010」阪神電氣鐵道株式會社，2010年
19. ↑  「ハンドブック阪神 2011」阪神電氣鐵道株式會社，2011年
20. ↑  「ハンドブック阪神 2012」阪神電氣鐵道株式會社，2012年
21. ↑  「ハンドブック阪神 2018」阪神電氣鐵道株式會社，2018年
22. ↑  .   [2020-05-16]. （原始内容存档于2022-05-14）.

## 外部連結
- 御影（路線圖、車站資訊） - 阪神電氣鐵道
- 御影市場 （页面存档备份，存于）（日語）
- 阪神、御影 （页面存档备份，存于）（日語）
- 御影Classe （页面存档备份，存于）（日語）
- 御影塔住宅（日語）